# Ошмарин, Иван Константинович
Ошмарин Иван Константинович (6 января 1920, д. Хорышево — 24 июля 1943, д. Кулики) — участник Великой Отечественной войны, Герой Советского Союза.

## Биография
Родился в 1920 году в деревне Хорышево, ныне в черте города Судогда Владимирской области. Учился в Оньковской и Майкорской школах Юсьвинского района Коми-Пермяцкого автономного округа, в Березниковском ремесленном училище. Работал токарем в посёлке Майкор.
В 1940 году был призван в армию. В боях Великой Отечественной войны участвовал с апреля 1942 года. Был командиром орудия 1-й батареи 148-го истребительно-противотанкого дивизиона 73-й стрелковой дивизии.
24 июля 1943 года расчёт орудия старшего сержанта Ивана Ошмарина занимал позицию на окраине деревни Кулики Орловской области. Противник потеснил здесь наши подразделения. Пушка Ошмарина оставалась в старой позиции.
Немцы пошли в атаку. Но артиллеристы били картечью. Не меньше сотни фашистов полегли на окраине деревни. Отбили бойцы и вторую атаку. Однако фашисты поступали всё ближе, и один за другим падали сражённые пулемётным огнём артиллеристы. Очередной снаряд из немецкого танка попал прямо в орудие. Тяжело раненый, Ошмарин упал возле пушки. Он ещё отстреливался из автомата, но погиб раньше, чем подоспела помощь.
Звание Героя Советского Союза присвоено посмертно 16 октября 1943 года.